# Batracomorphus juno
Batracomorphus juno är en insektsart som beskrevs av Knight 1983. Batracomorphus juno ingår i släktet Batracomorphus och familjen dvärgstritar. Inga underarter finns listade i Catalogue of Life.